# Tregatillian
Tregatillian – osada w Anglii, w Kornwalii. Leży 56 km na północny wschód od miasta Penzance i 357 km na zachód od Londynu.